# Anders Vilhelm Lindgren
Anders Vilhelm Lindgren, född 26 januari 1807 i Lillhärads socken, Västmanlands län, död 9 mars 1860 i Stockholm, var en svensk orgelbyggare.

## Biografi
Mellan 1831 och 1844 var Lindgren elev och medarbetare till Pehr Zacharias Strand i Stockholm. Efter Strands död tog han över verkstaden tillsammans med Johan Blomqvist. Blomqvist blev 1847 kompanjon med Lindgren. 1852 blev han examinerad, med dispens från teoretiskt prov, och privilegierad. Efter Blomqvists död 1851 fortsatte Lindgren att driva verkstaden. 
Familjen flyttade 1851 till Fikonträdet 3. 1859 flyttade familjen till kvarter Tjurberget större 5 i Katarina församling. Lindgren avled 9 mars 1860 i Stockholm.

### Familj
Lindgren gifte sig 19 maj 1850 i Kungsholms församling med Fredrika Strand (född 1810). De fick tillsammans dottern Clara Wilhelmina Fredrika (född 1850).

## Orglar

### Orglar byggda av Blomqvist & Lindgren
| År   | Ursprunglig kyrka                | Stift      | Bild | Manualer | Pedal        | Stämmor | Bevarad orgel/fasad | Övrigt |
| ---- | -------------------------------- | ---------- | ---- | -------- | ------------ | ------- | ------------------- | --- |
| 1845 | Kumla kyrka, Närke               |            |      |          |              |         |                     | Påbörjad av Pehr Zacharias Strand. |
| 1845 | Sankt Nicolai kyrka, Örebro      | Strängnäs  |      | 2        | Självständig | 26      | Nej/Nej             | Påbörjad av Pehr Zacharias Strand. 1867 byggdes en ny orgel av E A Setterquist, Hallsberg.                                                                               |
| 1845 | Sofia Magdalena kyrka, Askersund | Strängnäs  |      | 2        | Självständig | 16      | Nej/Nej             | Påbörjad av Pehr Zacharias Strand. En ny orgel byggdes 1922 av W Sauer, Frankfurt, Tyskland.                                                                             |
| 1845 | Ekeby kyrka, Närke               | Strängnäs  |      |          |              | 8       | Nej/Nej             | Påbörjad av Pehr Zacharias Strand. En ny orgel byggdes 1916 av E A Setterquist & Son, Örebro.                                                                            |
| 1846 | Stora Mellösa kyrka              |            |      |          |              |         |                     | Påbörjad av Pehr Zacharias Strand. |
| 1847 | Hjälsta kyrka                    | Uppsala    |      | 1        | Bihängd      |         | Ja (delvis)/Ja      | 1960 renoverades och omdisponerades orgeln av Bo Wedrup, Uppsala. 1968 omdisponerades och renoverades orgeln av Mads Kjersgaard, Uppsala.                                |
| 1848 | Ljusterö kyrka                   | Uppsala    |      |          |              | 7       | Nej/Ja              | Orgeln byggdes om 1898 och fasaden delades i två orgelhus. En ny orgel byggdes 1927 av Åkerman & Lund, Sundbyberg.                                                       |
| 1849 | Långsele kyrka                   | Härnösands |      | 1        | Självständig | 9       | Nej/Ja              | 1892 byggdes orgeln om av Christian Schuster, Östersund. Orgeln fick då samma antal stämmor. En ny orgel byggdfes 1939 av E A Setterquist & Son Eftr, Örebro.            |
| 1849 | Roslagskulla kyrka               | Uppsala    |      | 1        |              | 12      | Nej/Ja              | En ny orgel byggdes 1925 av Åkerman & Lund, Sundbyberg. |
| 1850 | Sankta Maria kyrka, Helsingborg  |            |      |          |              |         |                     | |
| 1850 | Harbo kyrka                      | Uppsala    |      | 1        |              |         | Ja (delvis)/Ja      | Fasaden till orgeln är ritad 1843 av F W Scholander. 1953 tillkom ett ryggpositiv och pedalen tillbyggdes. Detta utfördes av Th Frobenius & Co, Kongens Lyngby, Danmark. |
| 1850 | Heds kyrka                       | Västerås   |      | 1        | Bihängd      | 10      | Nej/Ja              | Orgeln byggdes om 1904 av P J Johansson, Ore. En ny orgel byggdes 1950 av E A Setterquist & Son, Örebro.                                                                 |

### Orglar byggd av Lindgren
| År        | Ursprunglig kyrka               | Stift     | Bild | Manualer | Pedal   | Stämmor | Bevarad orgel/fasad | Övrigt |
| --------- | ------------------------------- | --------- | ---- | -------- | ------- | ------- | ------------------- | --- |
| 1851–1852 | Rö kyrka                        | Uppsala   |      | 1        | Bihängd | 7       | Ja/Ja               | 1932–1933 utökades orgeln med en andra manual av J A Johnsson, Duvbo. Orgeln renoverades 1951 av Christian Schuster, Stockholm. En ny orgel med ny fasad byggdes 1974 av Grönlunds Orgelbyggeri AB, Gammelstad. Lindgrens orgel är 1990 magasinerad.         |
| 1852      | Sankt Johannes kyrka, Stockholm | Uppsala   |      | 1        |         | 8       | Ja (delvis)/Ja      | Orgeln såldes 1885 till Djurö kyrka. Den sattes upp där av Åkerman & Lund, Stockholm. 1939–1940 byggdes orgeln om och fick pneumatisk system av samma firma. Den hade då 10 stämmor, två manualer och pedal. 1983 renoverades orgeln av Nils-Olof Berg, Nye. |
| 1852      | Husby-Oppunda kyrka             | Strängnäs |      | 1        | Bihängd |         | Ja (delvis)/Ja      | 1899 omändrades orgeln av Sven Otto Creutz, Mariefred. |
| 1852      | Drottningholms slottskyrka      |           |      |          |         |         |                     | Ombyggnation. |
| 1853      | Trosa lands kyrka               | Strängnäs |      |          |         | 8       | Nej/Ja              | En ny orgel byggdes 1930 av Gebrüder Rieger, Jägerndorf, Tjeckoslovakien. |
| 1853      | Österåkers kyrka, Södermanland  | Strängnäs |      | 1        | Bihängd | 8       | Ja (delvis)/Ja      | En ny orgel byggdes 1940 av Bo Wedrup, Uppsala. Huvudverkets väderlåda är bevarad från Lindgrens orgel. |
| 1854      | Othems kyrka                    | Gotlands  |      |          |         | 10      | Nej/Nej             | En ny orgel byggdes 1924 av M J & H Lindegren, Göteborg. |
| 1855      | Salems kyrka                    | Strängnäs |      | 2        |         | 8       | Nej/Ja              | En ny orgel byggdes 1944 av A Magnussons Orgelbyggeri AB, Göteborg. |
| 1857      | Skederids kyrka                 | Uppsala   |      |          |         | 10      | Ja (delvis)/Ja      | En ny orgel byggdes 1950 av A Mårtenssons Orgelfabrik AB, Lund. 7 stämmor från orgeln finns bevarade. |
| 1858      | Sankt Nicolai kyrka, Lidköping  | Skara     |      |          |         | 27      | Nej/Ja              | En ny orgel byggdes 1901 av Carl Axel Härngren, Lidköping. |
| 1859      | Snavlunda kyrka                 | Strängnäs |      | 1        |         | 7       | Nej/Nej             | En ny orgel byggdes 1943 av Åkerman & Lund, Sundbyberg. |
| 1859      | Hölö kyrka                      | Strängnäs |      |          |         | 10      | Nej/Nej             | Fullbordades av Carl Johan Fogelberg. En ny orgel byggdes 1938 av A Mårtenssons Orgelfabrik AB, Lund. |

### Renoveringar och reparationer
| År   | Ursprunglig kyrka | Stift   | Bild | Manualer | Pedal | Stämmor | Bevarad orgel/fasad | Övrigt |
| ---- | ----------------- | ------- | ---- | -------- | ----- | ------- | ------------------- | --- |
| 1857 | Tierps kyrka      | Uppsala |      |          |       | 14      | Ja (delvis)/Ja      | Orgeln var byggdes 1747 av Olof Hedlund, Stockholm. 1857 renoverade Lindgren orgeln. En ny orgel byggdes 1915 av Erik Henrik Erikson, Gävle. |

## Medarbetare
- 1849–1852, 1854–1860 - Johan Claes Netterwood (född 1802). Han var snickargesäll hos Lindgren.
- 1849 - Sven Kinnander (född 1809). Han var snickargesäll hos Lindgren.
- 1849 - Johan Norrman (född 1817). Han var snickargesäll hos Lindgren.
- 1849–1852 - Lars Petter Georg Nyberg (född 1831). Han var först lärling och sedan arbetare hos Lindgren.
- 1850 - Johan Oscar Lundelius (född 1829). Han var arbetare hos Lindgren.
- 1850, 1852, 1854, 1859–1860 - Per Adolf Blomgren (född 1804). Han var gesäll (arbetare) hos Lindgren och senare bildhuggare.
- 1850–1852 - Per Åkerman (1826–1876). Han var orgelbyggargesäll hos Lindgren.
- 1850–1852 - Anders Elander (född 1824). Han var snickargesäll och arbetare hos Lindgren.
- 1850–1852 - Jacob Andersson (född 1822). Han var snickargesäll och arbetare hos Lindgren.
- 1850–1852 - Nils Pettersson (född 1817). Han var snickargesäll och arbetare hos Lindgren.
- 1850–1853 - Nils Hagström (född 1807). Han var arbetare hos Lindgren.
- 1851–1854 - August Andersson (född 1830). Han var snickargesäll hos Lindgren.
- 1852 - Carl Wilhelm Ekberg (född 1837). Han var arbetare hos Lindgren.
- 1853–1856 - Carl Johan Fogelberg (född 1824). Han var orgelbyggargesäll hos Lindgren.
- 1853–1855 - Johan Erik Eriksson (född 1813). Han var snickargesäll hos Lindgren.
- 1853–1854 - Carl August Rosengren (född 1814). Han var snickargesäll hos Lindgren.
- 1853 - Anders Cederborg (född 1824). Han var snickargesäll hos Lindgren.
- 1853–1854 - Johan Alexander Roman (född 1826). Han var snickargesäll hos Lindgren.
- 1853 - Erik Reuter (född 1825). Han var snickargesäll hos Lindgren.
- 1854–1855 - Johan C. Grahn (född 1823). Han var snickargesäll hos Lindgren.
- 1854 - J. F. Wetrell (född 1825). Han var snickargesäll hos Lindgren.
- 1855–1856 - Nils Delin (född 1829). Han var snickargesäll hos Lindgren.
- 1855–1856 - Christian Fogelberg (född 1827). Han var snickargesäll hos Lindgren.
- 1856 - Pehr Johan Blomgren (född 1805). Han var gesäll hos Lindgren.
- 1857–1858 - Erik Wilhelm Westerberg (född 1826). Han var gesäll hos Lindgren.
- 1858 - Pehr Myrström (född 1910). Han var gesäll hos Lindgren.
- 1859–1860 - Anders Nilsson (född 1832). Han var svarvargesäll hos Lindgren.
- 1859–1860 - Carl Oscar Björnberg (född 1837). Han var snickargesäll hos Lindgren.
- 1859–1860 - Oscar Elfström (född 1831). Han var snickargesäll hos Lindgren.
- 1859–1860 - Arvid Gustaf Eriksson (född 1839). Han var lärling hos Lindgren.